# Franz Keibel
Franz Keibel (ur. 6 lipca 1861 w Adelig Dombrowken w powiecie gierdawskim, zm. 27 kwietnia 1929 w Berlinie) – niemiecki anatom i embriolog. Począwszy od 1897 redagował kolejne wydania tablic embriologicznych, uważanych do dziś za standardową i klasyczną pozycję w dziedzinie embriologii.
Syn Hermanna Keibla (1818-1893) i Anny z domu Scharlock (1837-ok. 1903). Miał siostrę Sophie, zamężną za Heinrichem Rickertem. Uczęszczał do gimnazjów w Gdańsku, Berlinie i Grudziądzu. Następnie rozpoczął studia prawnicze na Uniwersytecie we Fryburgu, ale po semestrze zmienił kierunek na medyczny. Studia medyczne odbył w Berlinie i Strasburgu. W 1887 w Strasburgu złożył egzaminy państwowe i obronił dysertację doktorską Die Urbewohner der Canaren. W 1892 mianowany profesorem nadzwyczajnym. W 1912 przyznano mu tytuł profesora zwyczajnego bez katedry; w 1914 powołany na katedrę Uniwersytetu w Strasburgu. Po przyłączeniu Strasburgu do Francji przez krótki czas pracował w Królewcu. Od 1922 jako następca Oscara Hertwiga w Berlinie.
Był doktorem honoris causa University of St Andrews, University of Birmingham i Harvard University.
25 września 1887 w Berlinie ożenił się z Susanną Wehrenpfennig, córką Wilhelma Wehrenpfenniga (1829-1900). Mieli trzech synów i córkę, zmarłą w dzieciństwie.

## Wybrane prace
- Normentafel zur Entwicklungsgeschichte des Schweines (Sus scrofa domesticus). Fischer, Jena 1897
- Keibel F, Abraham K. Normentafel zur Entwicklungsgeschichte des Huhnes (Gallus domesticus). Fischer, Jena 1900
- Keibel, Elze. Normentafel zur Entwicklungsgeschichte des Menschen. Fischer, Jena 1908

Artykuły
- Studien zur Entwicklungsgeschichte des Schweines (Sus scrofa domesticus). Morphologische Arbeiten 3, s. 1–139 (1893)
- Studien zur Entwicklungsgeschichte des Schweines. (Sus scrofa domesticus.) II. Morphologische Arbeiten 5, s. 17–168 (1895)
- Normentafeln zur Entwickelungsgeschichte der Wirbeltiere. Anatomischer Anzeiger 11, s. 225–234 (1895)
- Mitteilungen über die “Normentafeln zur Entwickelungsgeschichte der Wirbeltiere”. Anat. Anz. 11, s. 593–596 (1895)
- Das biogenetische Grundgesetz und die Cenogenese. Ergeb. Anat. Entwicklungsgesch. 7, s. 722–792 (1898)
- Zu Mehnerts Bemerkungen über meine Kritiken und Referate. Anat. Hefte 12, s. 567–573 (1899)
- Gustav Albert Schwalbe †. Anatomischer Anzeiger 49, s. 210–221 (1916)